# Acide glycolique
L'acide hydroxyacétique, nommé acide glycolique  en 1848 par son inventeur Auguste Laurent, est le plus petit des acides α-hydroxylés (AHA).

## Préparation
L'acide glycolique, synthétisé pour la première fois en 1851 par Nicolas Sokoloff et Adolph Strecker, est obtenu à partir d'extrait de canne à sucre, de betterave ou de raisin.
Il peut aussi être synthétisé par réaction catalytique du formaldéhyde sur du gaz de synthèse (réaction de carbonylation).

## Utilisation
Grâce à son excellente capacité à pénétrer la peau, l'acide glycolique est très utilisé dans les produits de soins pour la peau, le plus souvent dans les peelings.
L'acide glycolique permet d'améliorer la texture et l'apparence de la peau. Il peut réduire les rides, l'acné ou l'hyperpigmentation.
Après application, l'acide glycolique réagit avec la couche supérieure de l'épiderme en affaiblissant les liaisons des lipides maintenant les cellules de peau morte ensemble. Cela permet d'éliminer cette couche pour laisser apparaître la couche inférieure plus jeune, tonique et brillante[réf. nécessaire].
Parmi les autres utilisations de l'acide glycolique, on peut citer le tannage du cuir, la teinture des textiles. C'est aussi un agent de préservation de la nourriture. Il est aussi utilisé comme additif dans les matières plastiques.

## Toxicité
L'acide glycolique peut être très irritant selon les niveaux de pH. Il peut être irritant pour la peau, les yeux ou les voies respiratoires. Comme l'éthylène glycol, il est métabolisé à l'acide oxalique, ce qui peut le rendre dangereux s'il est ingéré.
Une étude métabolomique, en 2014, a trouvé que pour les 14 métabolites les plus discriminants (p<0,05), l’acide glycolique (et l’acide succinique) sont excrétés en plus grande concentration dans les urines par les enfants autistes, alors que d’autres acides organiques (acide hippurique, acide 3-hydroxyphénylacétique, acide vanillylhydracrylique, acide 3-hydroxyhippurique, acide 4-hydroxyphényl-2-hydroxyacétique, acide 1H-indole- 3-acétique, acide phosphorique, acide palmitique, acide stéarique, acide 3-méthyladipique) étaient, eux, retrouvés en concentrations plus basses.